# Hideg napok (film)
A Hideg napok 1966-ban bemutatott fekete-fehér magyar filmdráma Kovács András rendezésében. A forgatókönyvet Cseres Tibor azonos című regényéből Kovács András írta. A film fődíjat nyert az 1966-os Karlovy Vary-i Nemzetközi Filmfesztiválon, melyen a Filmkritikusok Nemzetközi Szövetségének díjában is részesült, továbbá az 1967-es Magyar Filmszemlén is fődíjat nyert.
A film bemutatója idején intenzív érdeklődést keltett, ugyanis témája egy elhallgatott szégyenletes történelmi esemény, az 1942-es újvidéki vérengzés volt. Bár a kibeszéletlen történelem szempontjából a film ma is fontos, filmművészeti szempontból maradandó a feldolgozásmódja is: hagyományos lineáris elbeszélésmód helyett a modernizmusban elterjedt időfelbontásos elbeszélést alkalmazva bontakozik ki a történet, ezáltal helyezve „át a hangsúlyt a puszta történelmi eseményről a mondhatóság, a múlttal való szembesülés morális kényszerére”. Gelencsér Gábor filmesztéta szerint a Hideg napok Fábri Zoltán Húsz óra című filmjével együtt „az új hullámos generáció alkotásai mellett a [magyar] modernizmus legfontosabb és legreprezentatívabb teljesítményei.”
A film története egyszerűen összefoglalható: a vérengzés négy résztvevője egy közös cellában várja a bíróság ítéletét, felidézik a hideg napokat, igazolnak és önigazolnak, mintegy önmaguk védőügyvédjei.

## Történet
|  | Alább a cselekmény részletei következnek! |

1946-ban három férfi várja a börtönben a bíróság ítéletét, ami az 1942-es újvidéki vérengzésben betöltött szerepüket vizsgálja. Egy nap új rabot visznek a cellájukba, Szabó tizedest (Szirtes Ádám), akivel elkezdenek beszélgetni arról, hogy melyikük mit csinált a vérengzés három napjában. Elbeszélésük Büky őrnagy (Latinovits Zoltán) feleségének tragédiájában csúcsosodik ki. Büky őrnagy abban a tudatban él, hogy feleségét a németek vitték el a vérengzés harmadik napján, hogy tanúként használják majd a perben, amiben bizonyítják, hogy nekik nem volt közük a magyar katonák túlkapásaihoz. Az elbeszélés során azonban kiderül, hogy pontosan mi is lett az asszony sorsa.
Mint kiderül, Grassy ezredes megtiltotta a magyar katonáknak, hogy a családjuk velük jöjjön Újvidékre, azonban Bükyné féltékenységből férje után utazott gyermekükkel. Büky őrnagy egy zsidó asszonynál, Editnél szállt meg szolgálata alatt, akire féltékeny lett antiszemita felesége. Az asszony ottléte alatt hamar megbarátkozott Edittel és Milénával, aki a ház udvarában lakott, és sokszor segített Editnek. Büky őrnagy a megszállás alatt nem töltött be komolyabb szerepet, javarészt a szállásán és a parancsnokságon töltötte idejét, anélkül hogy befolyása lett volna a környéken történtekre.
Tarpataki főhajónagyot (Darvas Iván) csak a véletlennek köszönhetően nevezték ki folyamőrként a helyi vasútállomásra parancsnoknak a razzia idejére. Az ő feladata volt a beérkező vonatokról leszálló utasok ellenőrzése, és fogságba küldése, ha gyanúsnak minősültek. Tarpataki igyekezett a kapott parancson belül mindent megtenni, hogy minél több embert hazaküldhessen: akiért érte jöttek a városból, mindenkit elengedett, a vasútállomás pénztárosnőjének segítségét kérte, és akiket a nő ismert, azokat is elengedte, sőt, még a helyi szerb ellenállás vezetőjét, Zsarkót is megmentette, legalábbis ideiglenesen.
A razzia első napja javarészt eseménytelenül telt, Dorner tizedes alakulata, amelynek Szabó tagja volt, a nagy hideg elől abba a gimnáziumba húzódott meg éjszakára járőrözés helyett, amelybe a vasútállomáson gyanúsnak minősült személyeket zárták. Ezen a napon lőtte le egy járőr azt a pénztárosnőt, aki segített Tarpatakinak, mert partizánnak nézte, azonban néhány sérülésen kívül semmi nem történt. Éjfélkor Grassy tiszti gyűlést tart, ahol ismerteti a stratégiát a következő napokra: az ellenség a városba menekült, és hamis igazolványokkal veri át a magyar hatóságot, így minden gyanús alakot főbe kell lőni. A nagy számok törvénye alapján köztük kell lenniük a csetnikeknek is, és tudatja, hogy az ellenséget nem csak a szerbek, hanem a zsidóság is alkotja. Megmutatja a katonáknak azokat, akik a nap folyamán megsérültek – a film nézői azonban láthatták, hogy valójában sebesületlen emberek testrészeit kötözik és gipszelik be a gyűlés előtt –, amivel még inkább harcra szítja embereit. Tarpataki beszél Kászoni alezredessel, aki ellenzi Grassy intézkedéseit, és megszökik a városból.
A tiszti gyűlés után kizavarják járőrözni Dorner alakulatát a gimnáziumból, azonban a nagy hideg miatt elkezdenek civil lakosok házaiba betörni, akiken ételt és pálinkát követelnek. Végül Dorner kivégzi egy magyar villanyszerelő családját, mivel a férfi megfenyegeti őket, hogy panaszt tesz ellenük másnap. A villanyszerelő túléli a lövést, és panaszt tesz Büky őrnagynál. Büky felmegy Grassyhoz, hogy beszéljen az esetről, illetve arról, hogy szeretné hazaküldeni családját a városból. Grassy leszidja, hogy nem vonhatja felelősségre Dornerékat, mert az demoralizálná a többi katonát, Büky ezután már nem tudja előadni kérelmét a családjával kapcsolatban. Megkezdődnek a kivégzések, és a villanyszerelőt is a jeges Dunán vágott lékbe lövik, miután összefut Dornerékkal. Grassy beszél Tarpatakival, és parancsba adja neki, hogy ne küldjön több civilt fogságba, hanem végezzenek ki mindenkit. Tarpataki kéri, hogy inkább állítsák le a vasútforgalmat, de Grassy erre nem hajlandó, és végül leváltja a férfit a parancsnokságról, aki nem hajlandó végrehajtani az utasítást. Büky megpróbálja kimenekíteni a városból családját, Editet és Milénát, azonban a vasútállomáson észreveszi Grassy, és magához hívatja, majd a parancsnokságra viszi. Büky később megtudja a legényétől, hogy családját és Editéket visszakísérte a szállásukra, és nyugodtan tölti el az éjszakát a parancsnokságon. Grassy beszél Pozdor zászlóssal is (Szilágyi Tibor), aki a környékbeli katonáknak szállított rumot és teát, és utasítja, hogy segítsen a Dunához szállítani a kivégzendő embereket.
Harmadnap a razzia során Pozdorék rátörnek Bükynéékre is, és elviszik Editet és Milénát. Bükyné velük tart, bízva abban, hogy Büky feleségeként sikerül elérnie, hogy szabadon engedjék Editéket. A három nő Dorner alakulatának felügyelete alá kerül, akik saját léket robbantanak a Dunán, ahelyett, hogy a strandra vinnék kivégezni a rájuk bízott embereket. Szabó elbeszéléséből kiderül, hogy Bükyné megpróbált a kivégzéseket vezető törzsúrral beszélni, elmondta neki, hogy ki a férje, és név szerint felsorolt számos magyar tisztet. A törzsúr egy közeli elhagyatott házba vitte a nőt, hogy tisztázza a helyzetét, ahol feltételezhetően megerőszakolta, majd visszavitte a foglyokhoz, és kényszerítette, hogy vallja be, hogy zsidó vagy csetnik. Bükyné bár beállhatott volna a sor végére, Editék mellé állt, és rövidesen a folyóba lőtték a két nővel együtt. Pár perccel később érkezett meg Kászoni alezredes a paranccsal, hogy be kell fejezni a kivégzéseket. Dorner tizedes azt javasolja, hogy a maradék embert már végezzék ki, mert túl sokat láttak. Kászoni megpofozza, mire Dorner fegyvert húz, és Kászoni lelövi. Közben Büky őrnagy a szálláson szembesül a három nő eltűnésével, és miután nem találja őket sehol, abba a hitbe ringatja magát, hogy a németek túszként magukkal vitték őket.
Büky őrnagy a börtönben leveri Szabót, amikor ahhoz a részhez ér elbeszélésében, hogy a három nőt a Dunába lövik. Mind Bükyt, mind Szabót elviszik a cellából. A film úgy ér véget, hogy Tarpataki idegesen mászkál a cellában, miközben Pozdor – aki korábban hangot adott annak a hitének, hogy a magyarok jogosan jártak el a szerbek ellen, hiszen látta Grassy gyűlésén a sebesült magyarokat, és hallotta, hogy a csetnikek arra készültek, hogy minden magyar katonát és csendőrt megöljenek –, arról beszél, hogy bizonyítani kellene, hogy tényleg annyi embert végeztek ki, mivel gyanús, hogy a hatóság azonosítani tudta név és kor szerint a Dunába lőtt embereket.
|  | Itt a vége a cselekmény részletezésének! |

## Szereplők
- Büky őrnagy – Latinovits Zoltán
- Tarpataki főhajónagy – Darvas Iván
- Pozdor zászlós – Szilágyi Tibor
- Szabó tizedes – Szirtes Ádám
- Bükyné, Rózsa – Bara Margit
- Pénztárosnő – Horváth Teri
- Betti – Psota Irén
- Milena – Szemes Mari
- Edit – Vass Éva
- Dorner tizedes – Avar István
- Grassy ezredes – Major Tamás
- Feketehalmy-Czeydner altábornagy – Zách János
- Kászoni alezredes – Benkő Gyula
- Büky legénye – Ambrus András
- Őrmester a léknél – Farkas Antal
- Gottlieb Adolf – Koltai János
- Zsarko – Koncz Gábor
- Ballay ezredes – Kovács Károly
- Golyószórós – Madaras József
- Börtönparancsnok – Molnár Tibor
- Ballayné – Simor Erzsi
- Nagy Kázmér – Bujtor István
- Őrnagy – Inke László
- Képíró főhadnagy – Őze Lajos

## Díjak, jelölések
- Karlovy Vary-i Nemzetközi Filmfesztivál (1966)
  - fődíj
  - a Filmkritikusok Nemzetközi Szövetségének díja
- Magyar Játékfilmszemle (1967)
  - legjobb film
  - legjobb színész (Szirtes Ádám)